# دنیاگیری کووید-۱۹ در مقدونیه شمالی
دنیاگیری کووید-۱۹ در مقدونیه شمالی بخشی از دنیاگیری بیماری کروناویروس ۲۰۱۹ در جهان است. اولین مورد تأیید شده در مقدونیه شمالی در ۲۶ فوریه ۲۰۲۰ در شهر اسکوپیه اعلام شد.